# 天行使者
天行使者，又稱行災使者，是台灣民間傳說中的人物，是瘟神的化身，帶來厄運造成台灣鄭氏時代的結束。

## 簡述
天行使者是瘟神的化身，他會給人們帶來瘟疫和死亡。

## 傳說
據說鄭氏時期的某一天，自稱天行使者的人拜訪了陳永華位於安平鎮的宅邸，陳永華雖然感到懷疑，仍然好好款待他。但在那之後，鄭氏勢力統治的地區發生了瘟疫，陳永華、柯平、楊英等重要官員相繼病死，鄭氏王朝從此一蹶不振、逐漸走向滅亡。另有說法認為陳永華知道祂的身分，並且稱呼他為「池大人」。

## 現代研究
事實上，陳永華在安平鎮並沒有宅邸，天行使者的傳說很有可能作為鄭氏滅亡徵兆的傳聞而經過改編；而傳說中陳永華款待瘟神化身的他的行為，則是代表了陳永華的神格化。